# سدیدالدین حمصی
سدیدالدین محمود بن علی بن حسن رازی معروف به حِمِّصی روحانی برجستهٔ شیعه امامیه در اواخر سدهٔ ۶ هجری قمری بود که به کلام و اصول می‌پرداخت. گرچه تنها یک کتاب به نام المنقذ از وی به جای مانده است، لیکن حمصی را از افراد تأثیرگذار بر فقه امامی می‌دانند.

## نام و نسب
دربارهٔ نسبت «حمصی» در نام وی، اختلاف نظر وجود دارد. ضبط قابل اعتمادی وجود ندارد؛ برخی آن را حِمصی دانستند و منسوب به شهر حِمص در سوریه کنونی می‌دانند. برخی دیگر به قریه‌ای به همین نام نزدیک به شهر ری، که حالا ویرانه شده، نسبتش می‌دهند. فیروزآبادی در جایی نام او را به صورت «حمّضی» نیز ضبط کرده است. اما احتمال دیگری هم وجود دارد که این یک نسبت شغلی باشد و به معنای فروشندهٔ حبوبات ترجمه شود. تأیید این ضبط، عبارت ابن حجر عسقلانی است که در شرح حال حمصی، نام او را با تشدید میم ثبت کرده. منتجب‌الدین رازی در کتاب تاریخ ری نوشته که او پیش‌تر «حمص مصلوق» (نوعی فرآوردهٔ نخود) می‌فروخت، اما در ۵۰ سالگی حرفهٔ خود را ترک کرد و کتاب و آموزش را پیشروی گرفت. میرداماد می‌گوید مقصود از تعبیر «شامیون» در برخی موارد ابوالصلاح حلبی، ابن براج، ابن زهره و حمصی هستند.

## دوران حرفه‌ای
حمصی بیشتر دوران کاری خود را در شهر ری گذراند و از این جهت پسوند «رازی» به او دادند. فخرالدین رازی وی را «آموزگار اثناعشریان در ری» معرفی می‌کند و ابن ابی طی حلبی از مناظرهٔ او با متکلمی از اشاعره گزارش داده است. ابن ادریس حلی نیز او را «متکلم رازی» توصیف کرده. شاگردش منتجب‌الدین رازی، او را «علامهٔ عصر خود در اصولین» دانست.
از استادان اصلی او حسین بن ابی الفتح بکرآبادی فقیهی گرگانی و ابوعلی طوسی بوده‌اند که یحتمل حمصی در بیهق نزد آنان علم‌آموزی می‌کرده است. همچنین رشیدالدین عبدالجلیل رازی، متکلم و اصولی نامدار ری، نیز از اساتید برجسته حمصی بود.
از شاگردان او منتجب‌الدین رازی ابن ادریس حلی، محمد بن محمد حمدانی، ابوالفرج علی بن سعید راوندی، حسین بن ابی الفتح بکرآبادی، امیر ورام بن ابی‌فراس حلی و علاءالدین ابوالمظفر خجندی را نام برده‌اند.
از حمصی تنها یک کتاب به نام المنقذ من التقلید باقی مانده است که در جمادی الاول ۵۸۱ (برابر اوت ۱۱۸۵ میلادی) در عراق نگارش آن به پایان رسید. بنا بر مقدمه‌ی کتاب، حمصی در ۵۸۰ ق و در بازگشت از سفر حج، مدتی در حله اقامت گزیده و به تدریس و تألیف پرداخت. بنا بر گفته‌های منتجب‌الدین رازی، حمصی جلسات منظمی را در ری برگزار می‌کرد اما به گزارش سید بن طاووس در کتاب البهجة، در ۶۰۰ ق به همدان کوچید و مدرسه‌ی جدیدی در این شهر گشود ولی مدتی کوتاهی پس از آن، در همدان درگذشت. گویا هنگام مرگ، حدود صد سال عمر داشته.